# Mary Spiteri
Mary Spiteri (Naxxar, 25 ottobre 1947) è una cantante maltese.
Ha rappresentato Malta all'Eurovision Song Contest 1992 con il brano Little Child.

## Biografia
Mary Spiteri ha partecipato al Malta Song Festival nel 1971 con Min int?, nel 1975 con Live for Tomorrow e Try a Little Love Today, nel 1982 con Jekk trid (2º posto) e nel 1984 con Li kieku (1º posto).
Nel 1992 ha preso parte a Malta Song for Europe, il processo di selezione del rappresentante eurovisivo maltese, proponendo il brano Little Child e venendo scelta come vincitrice dalla giuria. Alla finale dell'Eurovision Song Contest 1992, che si è tenuta il 9 maggio a Malmö, si è piazzata al 3º posto su 23 partecipanti con 123 punti totalizzati, regalando a Malta il suo primo podio. È stata la preferita dalle giurie di Lussemburgo, Portogallo, Spagna e Svezia, che le hanno assegnato il punteggio massimo di 12 punti.
Prende nuovamente parte alla selezione maltese nel 1995 cantando Just One Love e nel 1997 con Lovers Play with Words, quest'ultima volta classificandosi terza. Nel 2008 vi ha partecipato con My Last Encore e If You Believe, senza superare le semifinali.

## Discografia

### Album in studio
- 1993 – Dedication
- 1997 – Warda Tax-Xemx
- Sweet Inspiration

### Singoli
- 1977 – Live for Tomorrow/Only Time Will Tell
- 1992 – Little Child